# Silva-Schlankbeutelratte
Die Silva-Schlankbeutelratte (Marmosops marina) ist eine Beutelrattenart, die in Brasilien südlich des Amazonas und westlich des Rio Xingu vorkommt. Nach Westen reicht ihr Verbreitungsgebiet bis in den Bundesstaat Rondônia, nach Süden bis ins westliche Mato Grosso. Die Art wurde erst im Dezember 2020 erstbeschrieben und zu Ehren der brasilianischen Umweltschützerin und Politikerin Marina Silva benannt.

## Merkmale
Die Silva-Schlankbeutelratte erreicht eine Kopf-Rumpf-Länge von 6,4 bis 12,8 cm; dazu kommt ein 12 bis 16 cm langer Schwanz. Das Rückenfell ist in der Regel graubraun gefärbt, glatt und 5 bis 10 mm lang. An den Seiten wird es etwas heller. Das Bauchfell ist bei drei Viertel der bei der Erstbeschreibung untersuchten Exemplare weiß, bei einem Viertel ist es cremefarben. Diese Färbung erstreckt sich in der Regel nicht bis auf die Innenseiten der Gliedmaßen. Die Schnauze ist heller als die Kopfoberseite und hellbraun gefärbt, mit einigen eingestreuten grauen und hellroten Haaren. Der vordere Bereich der schwarzen Augenmaske ist normalerweise nur undeutlich ausgeprägt. Die Wangen und die Vorderpfoten sind weißlich. Der Schwanz ist auf der Oberseite dunkel und an der Unterseite hell gefärbt. Die Schwanzschuppen sind spiralig angeordnet und am Ende jeder Schuppe befinden sich drei Haare, von denen das Mittige dicker und mehr pigmentiert ist.  Die Anzahl der Zitzen beträgt neun, vier befinden sich an den Seiten und eine ist in der Mitte.
Verglichen mit der Zierlichen Schlankbeutelratte (Marmosops parvidens), Pinheiros Schlankbeutelratte (Marmosops pinheiroi) und der Woodall-Schlankbeutelratte (Marmosops woodalli) hat die Silva-Schlankbeutelratte ein längeres Rückenfell und eine weniger deutlich ausgeprägte schwarze Augenmaske. Außerdem hat die Silva-Schlankbeutelratte ein graubraunes Rückenfell, die Zierlichen Schlankbeutelratte dagegen ein rotbraunes und die Woodall-Schlankbeutelratte ein dunkelbraunes. Verglichen mit Pinheiros Schlankbeutelratte hat die Silva-Schlankbeutelratte größere Ohren und kleinere Pfoten.

## Lebensraum
Die Silva-Schlankbeutelratte kommt in tropischen Regenwäldern, Trockenwäldern und Cerrado-Savannen vor. Im Süden von Mato Grosso und in Rondônia lebt sie zusammen mit der Weißbauch-Schlankbeutelratte (Marmosops noctivagus), im Norden von Mato Grosso und in Pará sympatrisch mit Bishops Schlankbeutelratte (Marmosops bishopi). Ihre Fortpflanzungszeit reicht offenbar von März bis Juli.